# أشلي فيشر
أشلي فيشر (بالإنجليزية: Ashley Fisher)‏ مواليد 25 سبتمبر 1975 في نيوساوث ويلز، هو لاعب كرة مضرب أسترالي سابق بدأ مسيرته كمحترف سنة 1998 وكان يلعب باليد اليمنى، اعتزل اللعب في 17 أكتوبر 2011. أعلى تصنيف له في الفردي كان المركز الـ 489 في سنة 2000.

## روابط خارجية
- أشلي فيشر على موقع رابطة محترفي التنس (الإنجليزية)
- أشلي فيشر على موقع الاتحاد الدولي لكرة المضرب (الإنجليزية)
- أشلي فيشر على موقع اتحاد التنس الأسترالي (الإنجليزية)
- أشلي فيشر على موقع خلاصة التنس.كوم (الإنجليزية)
- أشلي فيشر على موقع إي إس بي إن.كوم (الإنجليزية)